# Wanderlust (canción de The Weeknd)
«Wanderlust» es una canción del artista canadiense The Weeknd, parte de su álbum de estudio debut Kiss Land (2013). La canción contiene un gran sample de «Precious Little Diamond» del grupo holandés de música disco Fox the Fox, y fue lanzado como el sexto sencillo del álbum el 31 de marzo de 2014. Una remezcla de Wanderlust hecha por Pharrell Williams aparece como una pista de bonificacion en la edición de iTunes de Kiss Land.

## Lista de canciones
| Descarga digital — EP |                                                    |          |  |
| N.º                   | Título                                             | Duración |  |
| 1.                    | «Wanderlust» (Steve Pitron & Max Sanna Club Mix)   | 6:36     |  |
| 2.                    | «Wanderlust» (Steve Pitron & Max Sanna Radio Edit) | 3:45     |  |
| 3.                    | «Wanderlust» (Clean Bandit Remix)                  | 3:16     |  |

| Descarga digital — remezcla |                               |          |  |
| N.º                         | Título                        | Duración |  |
| 1.                          | «Wanderlust» (Pharrell Remix) | 5:05     |  |

## Listas
| Lista (2014)                  | Mejor posición |
| ----------------------------- | -------------- |
| Canadá (Canadian Hot 100)     | 45             |
| Canadá CHR/Top 40 (Billboard) | 14             |
| Canadá Hot AC (Billboard)     | 40             |

## Historial de lanzamientos
| Región      | Fecha               | Formato                           | Discográfica | Ref.  |
| ----------- | ------------------- | --------------------------------- | ------------ | ----- |
| Reino Unido | 31 de marzo de 2014 | Contemporary hit radio            | XO Republic  | [ 6 ] |
| Reino Unido | 16 de mayo de 2014  | Descarga digital                  | XO           | [ 1 ] |
| Canadá      | 19 de mayo de 2014  | Descarga digital                  | XO           | [ 7 ] |
| Reino Unido | 13 de junio de 2014 | Descarga digital (Pharrell remix) | XO           | [ 2 ] |